# تاکی، میئه
تاکی، میئه (به لاتین: Taki, Mie) یک منطقهٔ مسکونی در ژاپن است که در Taki District واقع شده‌است. تاکی ۱۰۳٫۰۶ کیلومترمربع مساحت و ۱۴٬۸۴۶ نفر جمعیت دارد.